# Hỗn hợp nhiên liệu ethanol phổ biến

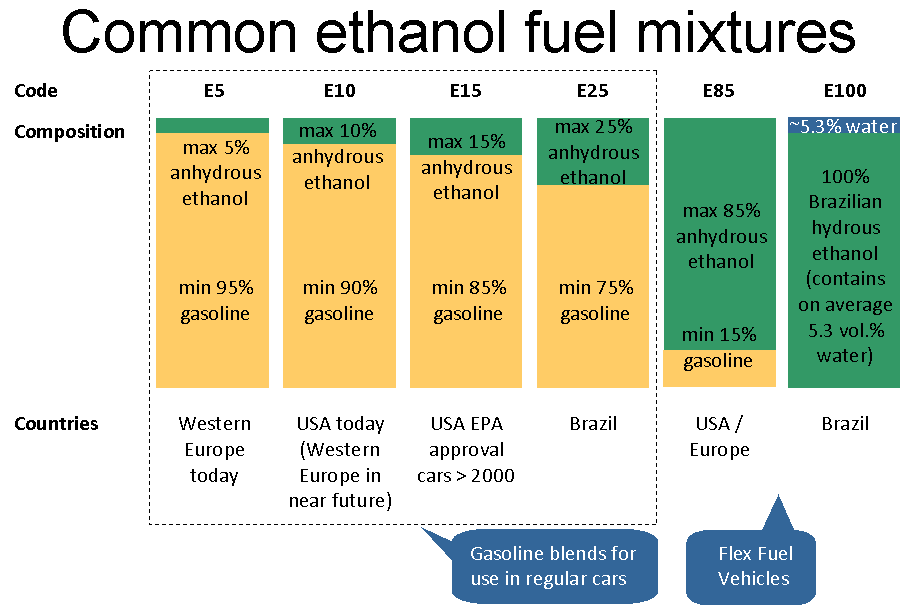
Tóm tắt một số cách pha ethanol chính trên thế giới

Có một số hỗn hợp nhiên liệu ethanol phổ biến được sử dụng trên thế giới. Việc sử dụng hoàn toàn ethanol lỏng hoặc khan trong động cơ đốt trong (ICE) chỉ khả thi nếu động cơ được thiết kế hoặc cho mục đích này, và chỉ được sử dụng cho xe ô tô, xe tải nhẹ và xe máy. ethanol khan có thể được pha với xăng để sử dụng trong động cơ chạy xăng, nhưng với thành phần ethanol cao chỉ thích hợp sau khi đã thực hiện một số sửa đổi nhỏ lên động cơ.
Hỗn hợp nhiên liệu ethanol có chữ "E" cùng số mô tả phần trăm nhiên liệu ethanol trong hỗn hợp theo thể tích, ví dụ, E85 nghĩa là 85% ethanol khan và 15% dầu. Hỗn hợp ít ethanol, từ E5 đến E25, cũng được biết đến là gasohol, mặc dù trên quốc tế thuật ngữ này được sử dụng phổ biến nhất để chỉ E10.
Hỗn hợp E10 hoặc thấp hợp được sử dụng tại hơn 20 quốc gia trên thế giới, dẫn đầu bởi Mỹ, nơi ethanol chiếm 10% lượng nhiên liệu xăng vào năm 2011.  Hỗn hợp từ E20 đến E25 được sử dụng tại Brasil kể từ cuối những năm 1970. E85 được sử dụng rộng rãi tại Hoa Kỳ và châu Âu phương tiện giao thông linh động về nhiên liệu. ethanol lỏng hay E100 được sử dụng trong phương tiện giao thông ethanol nguyên chất và phương tiện giao thông nhẹ linh động về nhiên liệu tại Brasil và E15 lỏng gọi là hE15 đối với các xe chạy xăng dầu tại Hà Lan.

## E10 hoặc thấp hơn
E10, một hỗn hợp nhiên liệu với 10% ethanol khan và 90% xăng đôi khi được gọi là gasohol, có thể được sử dụng trong động cơ đốt trong của các loại ô tô và phương tiện giao thông nhẹ hiện đại nhất mà không cần điều chỉnh về hệ thống động cơ và nhiên liệu. Hỗn hợp E10 thường được đánh giá là cao hơn 2 đến 3 lần so với xăng thông thường về chỉ số octan và được chấp thuận để sử dụng trong tất cả các xe ô tô mới tại Hoa Kỳ, và là chỉ định tại một số vùng với lý do về khí thải và một số lý do khác. Hỗn hợp E10 và thấp hơn đã được sử dụng tại một số quốc gia, và việc sử dụng nó chủ yếu được bắt đầu bởi sự thiếu nhiên liệu xảy ra từ khủng hoảng dầu mỏ 1973.

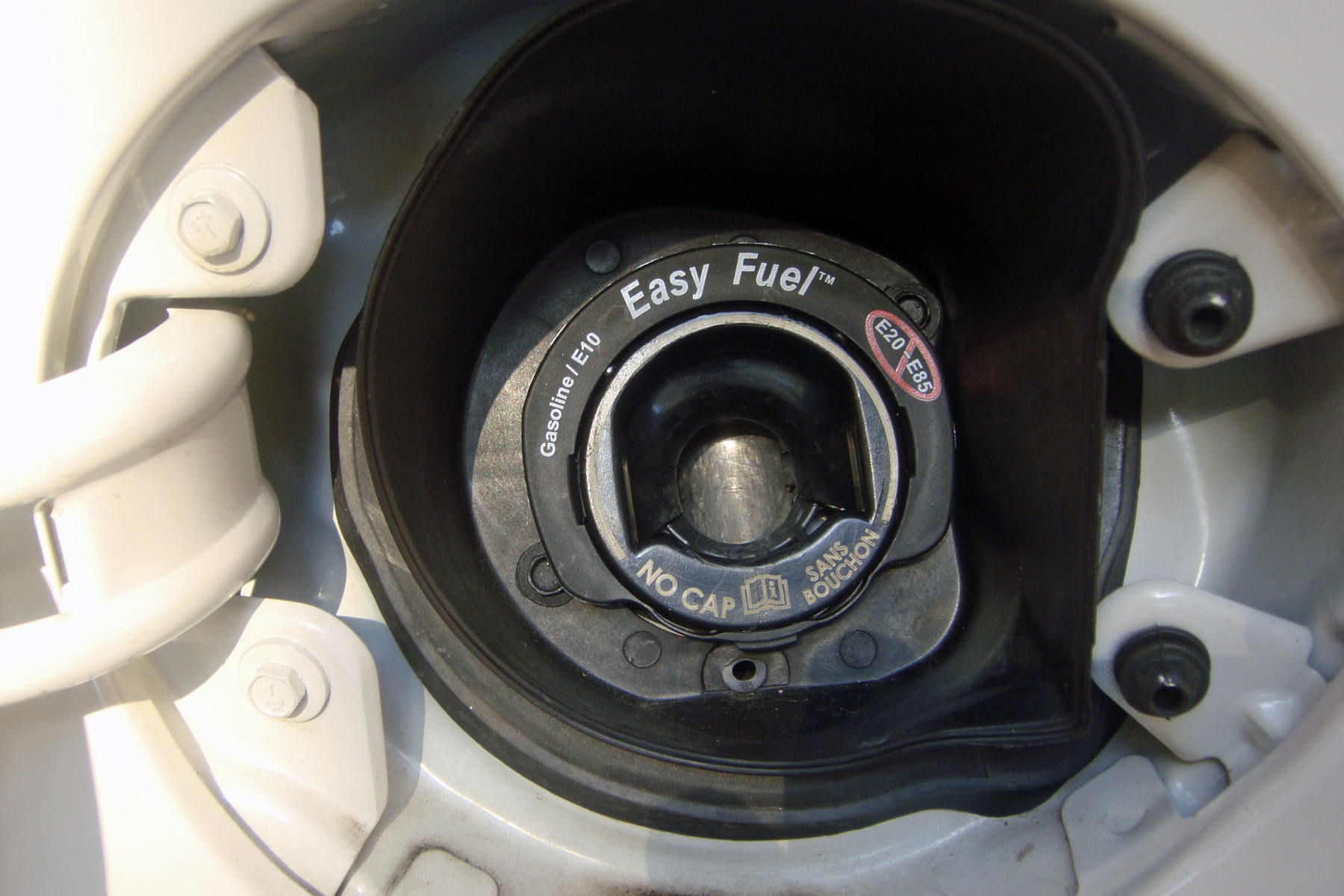
Cảnh báo điển hình đặt trên bình xăng Mỹ về việc có thể sử dụng lên đến E10 và cảnh báo không nên sử dụng hỗn hợp từ E20 đến E85.

Các hỗn hợp phổ biến khác bao gồm E5 và E7. Các nồng độ này thường tương đối an toàn đối với các loại động cơ gần đây mà hoạt động dựa trên xăng nguyên chất. Tính đến năm 2006, chỉ thị pha ethanol sinh học vào nhiên liệu phương tiện giao thông đã được ban hành tại ít nhất 36 bang/tỉnh và 17 nước tại mức độ quốc gia, với hầu hết chỉ thị yêu cầu pha 10 đến 15% ethanol với xăng.
E10 và các hỗn hợp ethanol khác được cho là có hiệu quả giúp giảm sự phụ thuộc của Mỹ vào dầu ngoại quốc, và có thể giảm khí thải cacbon monoxit (CO) 20 đến 30% dưới điều kiện thích hợp. Mặc dù E10 giảm 2% khí thải CO và khí nhà kính như CO2 so với xăng thông thường, nó có thể làm tăng khí thải bốc hơi dựa trên các yếu tố như độ tuổi của xe hoặc điều kiện thời tiết.  Theo Cục Năng lượng Philippines, sử dụng hỗn hơn xăng không hơn 10% ethanol không có hại cho hệ thống nhiên liệu của ô tô. Thông thường, xăng ô tô có chứa cồn (ethanol hoặc methanol) không được khuyến khích dùng với máy bay.

### Các quốc gia sử dụng
| Hỗn hợp ethanol thấp trên thế giới (E5 đến E25) | Hỗn hợp ethanol thấp trên thế giới (E5 đến E25) | Hỗn hợp ethanol thấp trên thế giới (E5 đến E25) | Hỗn hợp ethanol thấp trên thế giới (E5 đến E25) | Hỗn hợp ethanol thấp trên thế giới (E5 đến E25) | Hỗn hợp ethanol thấp trên thế giới (E5 đến E25) | Hỗn hợp ethanol thấp trên thế giới (E5 đến E25) | Hỗn hợp ethanol thấp trên thế giới (E5 đến E25) | Hỗn hợp ethanol thấp trên thế giới (E5 đến E25) | Hỗn hợp ethanol thấp trên thế giới (E5 đến E25) | Hỗn hợp ethanol thấp trên thế giới (E5 đến E25) | Hỗn hợp ethanol thấp trên thế giới (E5 đến E25) | Hỗn hợp ethanol thấp trên thế giới (E5 đến E25) |
| Quốc gia                                        | Hỗn hợp ethanol                                 | Sử dụng theo luật                               | Quốc gia                                        | Hỗn hợp ethanol                                 | Sử dụng theo luật                               | Quốc gia                                        | Hỗn hợp ethanol                                 | Sử dụng theo luật                               | Bang                                            | Hỗn hợp ethanol                                 | Bang                                            | Hỗn hợp ethanol                                 |
| ----------------------------------------------- | ----------------------------------------------- | ----------------------------------------------- | ----------------------------------------------- | ----------------------------------------------- | ----------------------------------------------- | ----------------------------------------------- | ----------------------------------------------- | ----------------------------------------------- | ----------------------------------------------- | ----------------------------------------------- | ----------------------------------------------- | ----------------------------------------------- |
| Quốc gia với chỉ thị hoặc tùy chọn              | Quốc gia với chỉ thị hoặc tùy chọn              | Quốc gia với chỉ thị hoặc tùy chọn              | Quốc gia với chỉ thị hoặc tùy chọn              | Quốc gia với chỉ thị hoặc tùy chọn              | Quốc gia với chỉ thị hoặc tùy chọn              | Liên minh châu Âu                               | Liên minh châu Âu                               | Liên minh châu Âu                               | Hoa Kỳ · (chỉ các bang có chỉ thị)              | Hoa Kỳ · (chỉ các bang có chỉ thị)              | Hoa Kỳ · (chỉ các bang có chỉ thị)              | Hoa Kỳ · (chỉ các bang có chỉ thị)              |
| Argentina                                       | E5                                              | Chỉ thị                                         | Malawi                                          | E10                                             | Chỉ thị                                         | Áo                                              | E10                                             | Tùy chọn                                        | Florida                                         | E10                                             | Minnesota                                       | E10                                             |
| Úc                                              | E10                                             | Tùy chọn                                        | Mexico                                          | E6                                              | Chỉ thị                                         | Đan Mạch                                        | E5                                              | Tùy chọn                                        | Hawaii                                          | E10                                             | Missouri                                        | E10                                             |
| Brasil                                          | E18-E27,5                                       | Chỉ thị                                         | New Zealand                                     | E10                                             | Tùy chọn                                        | Phần Lan                                        | E5/E10                                          | Chỉ thị                                         | Iowa                                            | E10                                             | Montana                                         | E10                                             |
| Canada                                          | E5                                              | Chỉ thị                                         | Pakistan                                        | E10                                             | Tùy chọn                                        | Pháp                                            | E5/E10                                          | Tùy chọn                                        | Kansas                                          | E10                                             | Oregon                                          | E10                                             |
| Trung Quốc                                      | E10                                             | Chín tỉnh                                       | Paraguay                                        | E18/24                                          | Chỉ thị                                         | Đức                                             | E5/E10                                          | Tùy chọn                                        | Louisiana                                       | E10                                             | Washington                                      | E10                                             |
| Colombia                                        | E10                                             | Chỉ thị                                         | Perú                                            | E8                                              | Chỉ thị                                         | Ireland                                         | E4                                              | Chỉ thị                                         | California                                      | E10                                             |                                                 |                                                 |
| Costa Rica                                      | E7                                              | Chỉ thị                                         | Philippines                                     | E10                                             | Chỉ thị                                         | Hà Lan                                          | E5/E10/hE15                                     | Tùy chọn                                        |                                                 |                                                 |                                                 |                                                 |
| Ấn Độ                                           | E5                                              | Chỉ thị                                         | Thái Lan                                        | E10/E20                                         | Chỉ thị                                         | România                                         | E4                                              | Chỉ thị                                         |                                                 |                                                 |                                                 |                                                 |
| Jamaica                                         | E10                                             | Chỉ thị                                         |                                                 |                                                 |                                                 | Thụy Điển                                       | E5                                              | Chỉ thị                                         |                                                 |                                                 |                                                 |                                                 |
| Xem các chú thích tại cuối bài                  |                                                 |                                                 |                                                 |                                                 |                                                 |                                                 |                                                 |                                                 |                                                 |                                                 |                                                 |                                                 |

## E15

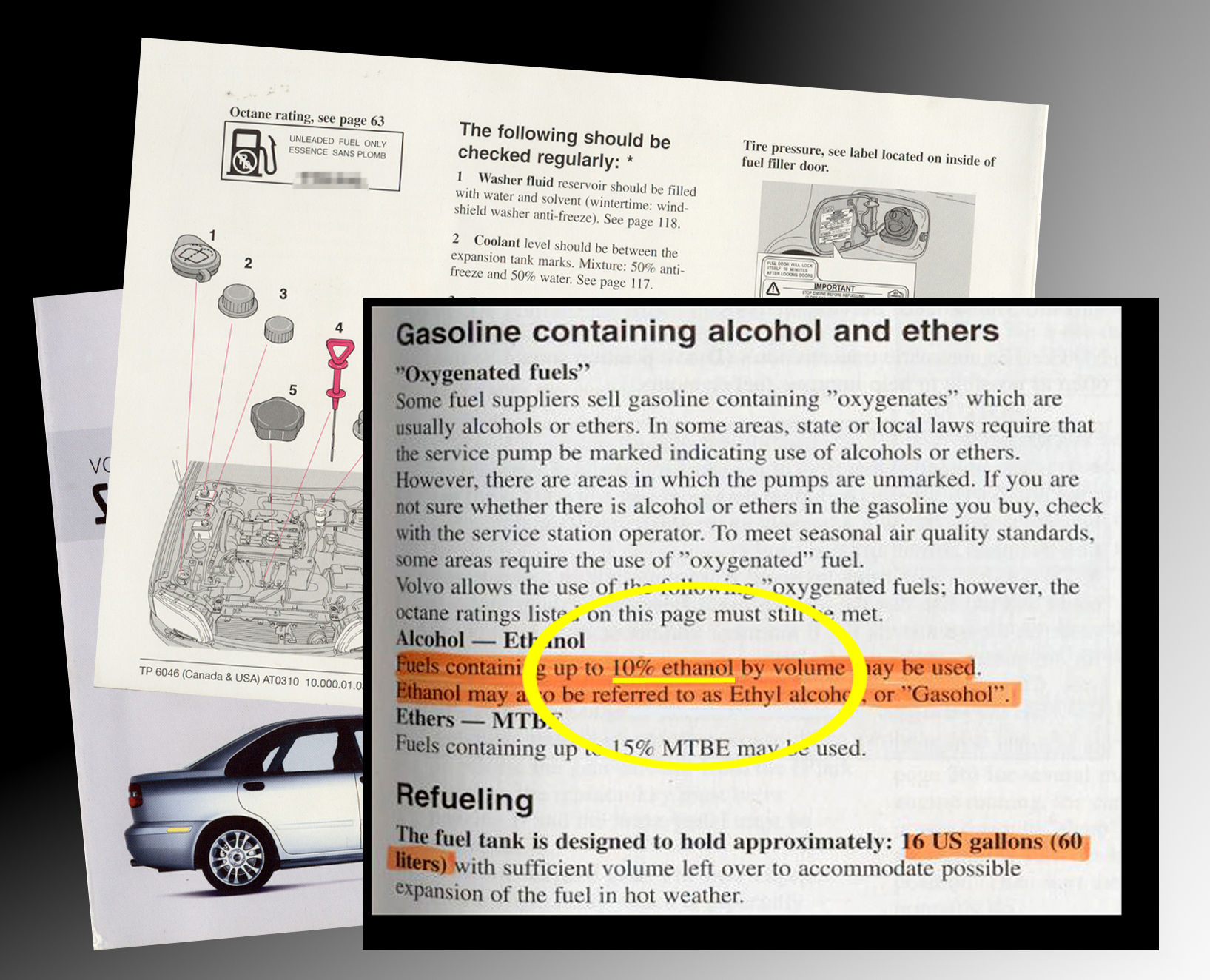
Tuyên bố điển hình của nhà sản xuất trong quyển hướng dẫn sử dụng xe về việc phương tiện có thể sử dụng đến E10.

E15 chứa 15% ethanol và 85% xăng. Đây thường là tỷ lệ ethanol trên xăng cao nhất mà có thể được sử dụng bởi các phương tiện giao thông theo khuyến cáo bởi một số nhà sản xuất về việc dùng xăng E10 tại Mỹ. Điều này là do khả năng thâm nước và hòa tan của ethanol.
Luật An ninh và Độc lập Năng lượng 2007, luật mà chỉ thị tăng sử dụng nhiên liệu tái tạo trong lĩnh vực vận tải, khiến Bộ Năng lượng Hoa Kỳ bắt đầu đánh giá khả năng sử dụng các hỗn hợp ethanol trung bình trong các phương tiện giao thông hiện tại để tăng lượng tiêu thụ nhiên liệu ethanol. Phòng thí nghiệm Năng lượng Tái tạo Quốc gia (NREL) thực hiện kiểm tra để đánh giá những tác động của hỗn hợp ethanol trung bình đến các phương tiện đang có và các động cơ khác. Trong báo cáo sơ bộ công bố vào tháng 10 năm 2008, NREL đưa ra kết quả của đánh giá đầu tiên và tác động của hỗn hợp xăng E10, E15 và E20 trên ống bô và khí thải, chất xúc tác và tính lâu bền của động cơ, khả năng có thể lái của phương tiện, khả năng điều chỉnh động cơ và các vật liệu của phương tiện và động cơ. Báo cáo sơ bộ này không cho thấy báo hiệu trục trặc nào là do việc sử dụng hỗn hợp ethanol; bộ lọc nhiên liệu không có trục trặc; không có vấn đề về khởi động lạnh tại điều kiện phòng thí nghiệm 24 °C (75 °F) và 10 °C (50 °F); và như dự đoán, công nghệ máy tính trong các phương tiện đời mới hơn thích nghi với octan cao hơn tạo ra ít khí thải hơn với mã lực cao hơn và trong một số trường hợp là tiết kiệm nhiên liệu hơn.

## E70, E75

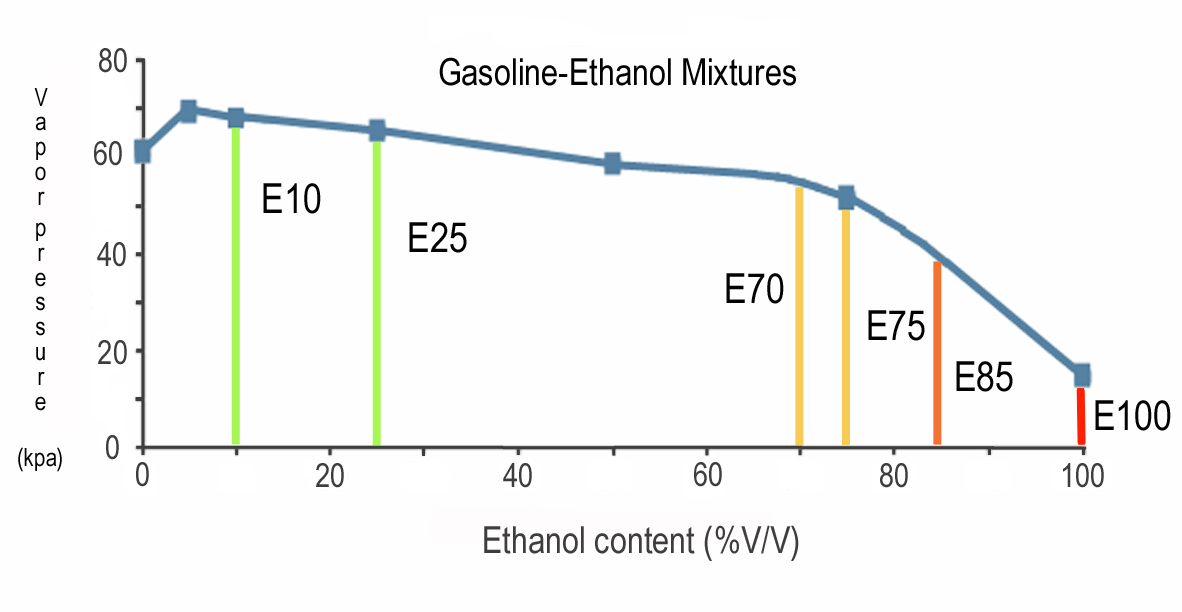
Khi áp suất hơi trong hỗn hợp ethanol giảm xuống dưới 45 kPa, sự đốt nhiên liệu không được đảm bảo trong những ngày đông lạnh, giới hạn phần trăm ethanol pha trong những ngày đông xuống E75.

E70 chứa 70% ethanol và 30% xăng, còn E75 chứa 75% ethanol. Hỗn hợp này được sử dụng vào mùa đông tại Mỹ và Thụy Điển, đối với E85 phương tiện giao thông linh động về nhiên liệu trong lúc thời tiết lạnh, nhưng vẫn được bán với nhãn là E85. Việc giảm lượng ethanol theo mùa như bản mùa đông của E85 được chỉ thị để tránh các vấn đề về khởi động lạnh tại nhiệt độ thấp.
Ở Mỹ, việc giảm lượng ethanol xuống E70 theo mùa được áp dụng tại những vùng lạnh, nơi nhiệt độ giảm xuống dưới 32 °F (0 °C) trong mùa đông. Ví dụ tại Wyoming, E70 được bán thay E85 từ tháng 10 đến tháng 5. Tại Thụy Điển, tất cả phương tiện giao thông linh động về nhiên liệu chạy bằng E85 sử dụng E75 vào mùa đông. Hỗn hợp này được giới thiệu từ mùa đông 2006-07 và E75 được sử dụng từ tháng 11 đến tháng 3.
Với nhiệt độ dưới −15 °C (5 °F), tất cả phương tiện giao thông linh động về nhiên liệu chạy bằng E85 cần có máy sưởi động cơ để tránh các vấn đề về khởi động lạnh. Việc sử dụng thiết bị này được khuyến khích với các phương tiện chạy xăng khi nhiệt độ giảm xuống dưới −23 °C (−9 °F). Một lựa chọn khác khi dự báo có thời tiết rất lạnh là thêm xăng vào bình chứa, giúp giảm lượng ethanol xuống dưới mức E70, hoặc đơn giản là không dùng E85 trong thời tiết rất lạnh.

## Giới hạn sử dụng

### Cần sửa đổi động cơ
Việc sử dụng hỗn hợp ethanol trong phương tiện giao thông với động cơ xăng thông thường bị giới hạn do ethanol có thể ăn mòn hoặc phá hoại một số chất liệu trong hệ thống động cơ và nhiên liệu, nên chỉ phù hợp với những hỗn hợp có nồng độ ethanol thấp. Động cơ cũng phải được điều chỉnh cho phù hợp với tỷ lệ nén cao hơn so với động cơ xăng nguyên chất để có thể được lợi từ lượng oxy cao hơn của ethanol, từ đó giúp cải thiện hiệu quả nhiên liệu và giảm khí thải ống bô. Bảng sao đâu cho thấy những thay đổi cần thiết để động cơ xăng có thể hoạt động chơn chu mà không bị hỏng. Thông tin này dựa trên những sửa đổi được thực hiện bởi nền công nghiệp xe Brasil vào lúc khởi đầu chương trình sử dụng ethanol tại quốc gia này vào cuối những năm 1970,  và phản ánh kinh nghiệm của Volkswagen do Brasil.
| Những thay đổi cần thiết để động cơ chạy xăng ứng hợp với nhiên liệu pha ethanol                                                          | Những thay đổi cần thiết để động cơ chạy xăng ứng hợp với nhiên liệu pha ethanol | Những thay đổi cần thiết để động cơ chạy xăng ứng hợp với nhiên liệu pha ethanol | Những thay đổi cần thiết để động cơ chạy xăng ứng hợp với nhiên liệu pha ethanol | Những thay đổi cần thiết để động cơ chạy xăng ứng hợp với nhiên liệu pha ethanol | Những thay đổi cần thiết để động cơ chạy xăng ứng hợp với nhiên liệu pha ethanol | Những thay đổi cần thiết để động cơ chạy xăng ứng hợp với nhiên liệu pha ethanol | Những thay đổi cần thiết để động cơ chạy xăng ứng hợp với nhiên liệu pha ethanol | Những thay đổi cần thiết để động cơ chạy xăng ứng hợp với nhiên liệu pha ethanol | Những thay đổi cần thiết để động cơ chạy xăng ứng hợp với nhiên liệu pha ethanol | Những thay đổi cần thiết để động cơ chạy xăng ứng hợp với nhiên liệu pha ethanol | Những thay đổi cần thiết để động cơ chạy xăng ứng hợp với nhiên liệu pha ethanol | Những thay đổi cần thiết để động cơ chạy xăng ứng hợp với nhiên liệu pha ethanol | Những thay đổi cần thiết để động cơ chạy xăng ứng hợp với nhiên liệu pha ethanol | Những thay đổi cần thiết để động cơ chạy xăng ứng hợp với nhiên liệu pha ethanol |
| Hỗn hợp ethanol | Bộ chế hòa khí                                                                   | Phun nhiên liệu                                                                  | Bơm nhiên liệu                                                                   | Thiết bị áp lực nhiên liệu                                                       | Bộ lọc nhiên liệu                                                                | Hệ thống đánh lửa                                                                | Hệ thống bay hơi                                                                 | Thùng nhiên liệu                                                                 | Bộ chuyển đổi xúc tác                                                            | Động cơ cơ bản                                                                   | Dầu máy                                                                          | Ống dẫn khí nạp                                                                  | Ống xả                                                                           | Hệ thống khởi động lạnh                                                          |
| --- | -------------------------------------------------------------------------------- | -------------------------------------------------------------------------------- | -------------------------------------------------------------------------------- | -------------------------------------------------------------------------------- | -------------------------------------------------------------------------------- | -------------------------------------------------------------------------------- | -------------------------------------------------------------------------------- | -------------------------------------------------------------------------------- | -------------------------------------------------------------------------------- | -------------------------------------------------------------------------------- | -------------------------------------------------------------------------------- | -------------------------------------------------------------------------------- | -------------------------------------------------------------------------------- | -------------------------------------------------------------------------------- |
| ≤ 5% | Sửa đổi không cần thiết đối với bất cứ phương tiện nào                           | Sửa đổi không cần thiết đối với bất cứ phương tiện nào                           | Sửa đổi không cần thiết đối với bất cứ phương tiện nào                           | Sửa đổi không cần thiết đối với bất cứ phương tiện nào                           | Sửa đổi không cần thiết đối với bất cứ phương tiện nào                           | Sửa đổi không cần thiết đối với bất cứ phương tiện nào                           | Sửa đổi không cần thiết đối với bất cứ phương tiện nào                           | Sửa đổi không cần thiết đối với bất cứ phương tiện nào                           | Sửa đổi không cần thiết đối với bất cứ phương tiện nào                           | Sửa đổi không cần thiết đối với bất cứ phương tiện nào                           | Sửa đổi không cần thiết đối với bất cứ phương tiện nào                           | Sửa đổi không cần thiết đối với bất cứ phương tiện nào                           | Sửa đổi không cần thiết đối với bất cứ phương tiện nào                           | Sửa đổi không cần thiết đối với bất cứ phương tiện nào                           |
| E5 đến E10 |                                                                                  | Sửa đổi không cần thiết đối với phương tiện kể từ khoảng năm 1987-92             | Sửa đổi không cần thiết đối với phương tiện kể từ khoảng năm 1987-92             | Sửa đổi không cần thiết đối với phương tiện kể từ khoảng năm 1987-92             | Sửa đổi không cần thiết đối với phương tiện kể từ khoảng năm 1987-92             | Sửa đổi không cần thiết đối với phương tiện kể từ khoảng năm 1987-92             | Sửa đổi không cần thiết đối với phương tiện kể từ khoảng năm 1987-92             | Sửa đổi không cần thiết đối với phương tiện kể từ khoảng năm 1987-92             | Sửa đổi không cần thiết đối với phương tiện kể từ khoảng năm 1987-92             | Sửa đổi không cần thiết đối với phương tiện kể từ khoảng năm 1987-92             | Sửa đổi không cần thiết đối với phương tiện kể từ khoảng năm 1987-92             | Sửa đổi không cần thiết đối với phương tiện kể từ khoảng năm 1987-92             | Sửa đổi không cần thiết đối với phương tiện kể từ khoảng năm 1987-92             | Sửa đổi không cần thiết đối với phương tiện kể từ khoảng năm 1987-92             |
| E10 đến E25 | Phương tiện được thiết kế đặc biệt                                               | Phương tiện được thiết kế đặc biệt                                               | Phương tiện được thiết kế đặc biệt                                               | Phương tiện được thiết kế đặc biệt                                               | Phương tiện được thiết kế đặc biệt                                               | Phương tiện được thiết kế đặc biệt                                               | Phương tiện được thiết kế đặc biệt                                               | Phương tiện được thiết kế đặc biệt                                               | Phương tiện được thiết kế đặc biệt                                               |                                                                                  |                                                                                  |                                                                                  |                                                                                  |                                                                                  |
| E25 đến E85 | Phương tiện được thiết kế đặc biệt                                               | Phương tiện được thiết kế đặc biệt                                               | Phương tiện được thiết kế đặc biệt                                               | Phương tiện được thiết kế đặc biệt                                               | Phương tiện được thiết kế đặc biệt                                               | Phương tiện được thiết kế đặc biệt                                               | Phương tiện được thiết kế đặc biệt                                               | Phương tiện được thiết kế đặc biệt                                               | Phương tiện được thiết kế đặc biệt                                               | Phương tiện được thiết kế đặc biệt                                               | Phương tiện được thiết kế đặc biệt                                               | Phương tiện được thiết kế đặc biệt                                               | Phương tiện được thiết kế đặc biệt                                               |                                                                                  |
| E85 đến E100 | Phương tiện được thiết kế đặc biệt                                               | Phương tiện được thiết kế đặc biệt                                               | Phương tiện được thiết kế đặc biệt                                               | Phương tiện được thiết kế đặc biệt                                               | Phương tiện được thiết kế đặc biệt                                               | Phương tiện được thiết kế đặc biệt                                               | Phương tiện được thiết kế đặc biệt                                               | Phương tiện được thiết kế đặc biệt                                               | Phương tiện được thiết kế đặc biệt                                               | Phương tiện được thiết kế đặc biệt                                               | Phương tiện được thiết kế đặc biệt                                               | Phương tiện được thiết kế đặc biệt                                               | Phương tiện được thiết kế đặc biệt                                               | Phương tiện được thiết kế đặc biệt                                               |
| |                                                                                  |                                                                                  | Không cần sửa đổi                                                                | Không cần sửa đổi                                                                | Không cần sửa đổi                                                                |                                                                                  |                                                                                  |                                                                                  | Có thể cần sửa đổi                                                               | Có thể cần sửa đổi                                                               | Có thể cần sửa đổi                                                               |                                                                                  |                                                                                  |                                                                                  |
| Nguồn: Josehp (2007) trong Hội Hoàng gia Luân Đôn (2008), "Nhiên liệu sinh học lâu dài: triển vọng và thách thức (tiếng Anh), pp. 35-36". |                                                                                  |                                                                                  |                                                                                  |                                                                                  |                                                                                  |                                                                                  |                                                                                  |                                                                                  |                                                                                  |                                                                                  |                                                                                  |                                                                                  |                                                                                  |                                                                                  |